# 沙纳纳·古斯芒
若泽·亚历山大·「凯·拉拉·沙纳纳」·古斯芒（葡萄牙語：José Alexandre "Kay Rala Xanana" Gusmão，1946年6月20日—），东帝汶在2002年5月20日独立后的第一位总统。沙納納（Xanana）是古斯芒自取的名字，源自美国流行乐队「ShaNaNa」。古斯芒曾任东帝汶第四任總理。他被尊稱為東帝汶國父、「亞洲曼德拉」。

## 簡歷

### 年幼時期
古斯芒在1946年6月20日生于马纳图托镇（Manaututo）。父母是教師，在9名兄弟姐妹中排名第2。他曾在达勒一所耶穌会神学院中念了4年，因没有晉鐸为神父而离开。

### 葡屬东帝汶時期
1974年，古斯芒从葡萄牙名诗人賈梅士的史诗《葡國魂》中得到启发，创作了一首诗歌，获得东帝汶诗歌创作奖。1974年底，移居澳洲，参与东帝汶的独立斗争。

### 印屬东帝汶時期
1975年11月，离开澳洲，並在印尼挥军占领东帝汶前一周回到东帝汶。印尼占领东帝汶后，他参加了反印尼游击队“東帝汶獨立革命陣線”。这支游击队装备简陋，包括弓箭及抢自印尼军的武器。
1978年12月東帝汶獨立革命陣線領導人洛巴托去世，古斯芒成為實際上的領導人。1981年3月古斯芒主持召開了‘東帝汶獨立革命陣線’第一次會議，並在會上被選舉為陣線領導人和東帝汶全國解放武裝力量總司令。
1992年11月，古斯芒被印尼军警逮捕，雅加达一所法庭在1993年判他终身监禁，但过后改判监禁20年。古斯芒在獄中專心研究抵抗印尼政府之策，遥控东帝汶的武装斗争，同時學習英語、印尼語和法律，並繼續繪畫和寫詩。
1999年2月，印尼政府在國際社會的壓力下被迫將监禁改為軟禁。1999年9月7日他被印尼總統哈比比特赦，並成為帝汶抵抗全國委員會主席，2000年8月辭職。

### 联合国東帝汶過渡行政當局管理時期
1999年8月30日，联合国在东帝汶举行全民公投，结果有78.5％的东帝汶人赞成自印尼独立出去。古斯芒在举行全民公投前获释。全民公投后发生了亲印尼武装组织在东帝汶展开大屠杀及破坏。过后东帝汶由「联合国東帝汶過渡行政當局」暫時管理。

### 就任首任东帝汶總統
2002年2月古斯芒宣佈參加東帝汶首任總統選舉。2002年4月14日东帝汶举總統選舉，祇有二位候選人，55岁古斯芒及66岁的沙維爾·阿馬拉爾。2002年4月17日，計票工作結束；選舉委員會當天上午公佈的數字顯示，在東帝汶43.9萬選民中，有37.85萬選民參加了投票，其中有效票34.48萬張。古斯芒在全國13個選區中獲得12個選區的勝利，共獲得30多萬張選票。他唯一的對手只在自己的故鄉奧利烏選區取得勝利，總共獲6.3萬張選票，佔有效選票的17.31%。
2002年5月20日零时，东帝汶经过约2年半的联合国東帝汶過渡行政當局管理時期后，正式独立，成为世界上第193个独立国家。古斯芒成为东帝汶的首位总统。东帝汶独立后，全国失业率估计高达70％，是全世界极贫穷的国家之一。古斯芒说：“如果所有东帝汶人仍活在贫穷中，并继续承受各种苦难，我们的独立将没有价值。”

### 就任總理
古斯芒在2007年8月8日就任东帝汶第四任總理。
2023年7月1日，古斯芒再度担任东帝汶总理。

## 评价
1999年获得萨哈罗夫奖。